# Laurence Bourdin
Pour les articles homonymes, voir Bourdin.
Laurence Bourdin, née en 1972, est une musicienne vielliste française. Son instrument de prédilection est la vielle électro-acoustique.

## Biographie
Laurence Bourdin débute la vielle à roue à l’âge de treize ans dans son village du Périgord. Elle commence en jouant le répertoire des musiques traditionnelles d’Occitanie.
Sa formation instrumentale se fait auprès de divers maîtres : Michel Lemeur, Maxou Heitzen, Gilles Chabenat, Valentin Clastrier, Pascal Lefeuvre.
Elle intègre en 1996 le Viellistic Orchestra qui lui permet d'aborder les musiques médiévale, Renaissance, arabo-andalouse et contemporaine.
En 1998, elle crée le groupe Kashmir Acoustic Quartet, fusion jazz rock et musiques traditionnelles.
Miquèu Montanaro lui demande d'intégrer sa compagnie en 1999, avec laquelle elle participe à des créations musicales sur divers continents (Colombie, Palestine, Maroc, Hongrie…).
Après son premier solo EN PARTANCE au Festival de Parthenay, elle quitte son poste de chargée de mission et professeur de vielle à roue à l’Adda Lozère en 2002 pour se consacrer entièrement à sa carrière artistique, et notamment à la recherche et la composition sonores.
Elle crée en 2006 la Cie Grain de Son en Haute-Loire dont elle est l'actuelle directrice artistique.
Elle s'intéresse à la musique électroacoustique.
Elève au Conservatoire de St Etienne dans la classe de Diego Losa du GRM, elle a obtenu son Diplôme d'Etudes Musicales de composition électroacoustique en 2013.
Elle fait actuellement partie du collectif de compositeurs L'Inventaire Rhône Alpes.

## Créations
- Hurdy pop
- Pendant que la terre tourne
- Ecorce de Montagne en 2007
- Résonances en 2008 pour un trio à cordes un peu insolite (vielle à roue, piano et contrebasse) accompagné d’une création électroacoustique de Jean-Michel Rivet[3].
- Endicha de Liuresa | Au dire de la Liberté en 2011 création instrumentale et vocale contemporaine à partir de textes de Troubadours, pour trio piano-vielle-hautbois, récitantes et chœur d’enfants[4].
- Quatuor Hurdy Pop - Itinéraires en 2012 pour trio de vielles à roue (avec Fabienne Deroche, Yann Gourdon ou Jérôme Elsener-Liogier et danseur Hip Hop (Miguel Nosibor ou Cédric Fickat) .
- Hurdy Gurdy # Myst en 2014-2015 création multimédia pour vielle électroacoustique solo sur des compositions de  Jean-Michel Bossini, Xavier Garcia, Christophe Havel, Pascale Jakubowski et Pierre-Alain Jaffrennou inspirées du livre "Lieux Mystérieux en Auvergne[5]" de Corinne Pradier, Anne-Sylvie Debard et Vincent Jolfre.
- Spires en 2022 création pour instruments (vielle à roue et vibraphone) et orchestre d'objets sonores automatisés (avec Roméo Monteiro) sur des compositions de Marc-Antoine Millon, Laurence Bourdin et Roméo Monteiro.
- Anacordia en 2024 pour un duo à cordes (vielle à roue et harpe à pédales) autour d'arrangements de pièces baroques composées par des femmes (avec Flora Francescut).
- La Roue Harmonique en 2025 pour un duo inédit (vielle à roue et euphone) sur un répertoire d'œuvres anciennes et contemporaines (avec Marc-Antoine Millon). Pour compléter son programme, le duo a passé commande à deux compositrices : Lucie Prod’homme et Laurence Bourdin.

## Projets auxquels elle a participé
Au projet "Les voix de la Ville" 2014 porté par le collectif de compositeurs L'Inventaire Rhône Alpes, installation sonore présentée dans le cadre de l'exposition du photographe Philippe Schuller aux Archives Municipales de Lyon.
Au festival Labeaume en Musiques 2012, avec le Brüegel Quartet pour la création Aurochs, tableau-concert composé à partir des images de la grotte Chauvet.
Avec l'ARFI:
- Pour le projet Enfer en 2007 (création au centre Charlie Chaplin de Vaulx en Velin), avec la chorégraphe Geneviève Sorin et les deux percussionnistes Christian Rollet et Michel Boiton.
- Pour le tableau-concert A la Vie la Mort en 2010 avec le Brügel Quartet composé de Jean Mereu, Jean Aussanaire et Bernard Santacruz.

Avec le Théâtre de Romette pour la pièce Parle moi d’Amour en 2006, pour laquelle elle a écrit la musique.
Avec la Cie Koubi pour la création Ménagerie en 2003.
Avec Michel Marre pour la création Pantaïs, au croisement du jazz et des musiques traditionnelles.
Au Festival de Toulon pour la création Mar Negra en 2003, musique de chambre pour quintette à cordes, vielle à roue et basson.

## Discographie
- Kashmir Acoustic Quartet en live, 1999, Autoproduction
- Un Grain de Quartz, 2005, La Nauze Production
- DVD Essai[s] Electroacoustique[s] pour Vielle[s] à roue, 2012, Cie Grain de Son
- Livre CD Hurdy Gurdy # Myst, 2017, Cie Grain de Son

Avec le Viellistic Orchestra
- Tsé Tsé Symphonie, 1997
- Archets infinis - miroirs du millénaire - Live in Japan, 2000
- Archets infinis - miroirs du millénaire - Concert/St Chartier 14/7/00, 2000

Avec la Cie Montanaro
- Chicha 2000 - Orkhêstra international
- Un pont sur la mer 2004 - CIMO et TO/Nord Sud
- l’Ora Daurada 2005 - CIMO et TO/Nord Sud
- Suite Colombiana 2006 - Gwana record Colombie/ CIMO et TO
- D’ Amor de Guerra 2010 – Cie Montanaro/Nord Sud